# READY TO KISS
READY TO KISS（レディトゥキス）は女性アイドルグループである。I-GET所属。通称「レディキス」。

## 概要
READY TO KISSは「キスで世界を埋め尽くす」をキャッチフレーズに活動、4thシングル「成増になります」がオリコンデイリーチャートで1位を獲得する。

プロレスや格闘技、ヴィジュアル系バンドやアイドル等の衣装製作を手掛けるNAOKIと、ヴィジュアル系ロックバンドACMAやBLLY AND THE SLUTSで活動する石谷光の両名が総合プロデューサーであり、アイドル業界内でも評価が高い豊富なステージ衣装と疾走感あるエッジの効いた楽曲が特徴。

姉妹グループにはSAY-LA、HOT DOG CAT(休止)、Qnto syrup(休止)、Venus Parfait、Vui Vuiがあり、全グループの候補生ユニットとしてBABY TO KISSがある。

また事務所の提携によりタイのアイドルグループSiam☆Dreamも姉妹グループとなっていた。

## メンバー

### 現メンバー
| 名前         | よみがな       | 生年月日              | 出身地       | カラー | 備考                                                            |
| ------------ | -------------- | --------------------- | ------------ | ------ | --------------------------------------------------------------- |
| 木村ゆみか   | きむらゆみか   | 1999年4月20日（26歳） | 横浜         | 紫     |                                                                 |
| もりしょうこ | もりしょうこ   | 1994年3月9日（31歳）  | 東京都       | ピンク | 元黒のシャーナ 元SEVEN4                                         |
| 水島さくら   | みずしまさくら | ????年7月7日          | 東京都       | 白     | 元Moderate元エモクルスコップ 元POMÜM宇佐美さくら                |
| 瀬戸佳凛     | せとかりん     | ????年7月17日         | 茨城県       | 青     | 元＃ワールドカオス                                              |
| 七海なの     | ななみなの     | ????年12月26日        | 横浜(名古屋) | 水色   |                                                                 |
| 白浜さや     | しらはまさや   | 1997年9月27日（27歳） | 和歌山県     | 赤     | 元Moderate元エモクルスコップ元いちぜん！ 元POMÜM 元あんだーばー |
| 小松かやの   | こまつかやの   | 1992年2月9日（33歳）  | 福島県       | 黄     | 元Asterisk*zero                                                 |

### 元メンバー
| 名前       | よみがな         | 在籍期間                                                      | 状態      | 備考                                                                 |
| ---------- | ---------------- | ------------------------------------------------------------- | --------- | -------------------------------------------------------------------- |
| 永藤葵     | ながふじあおい   | 2013年10月20日〜2014年2月8日                                  | 卒業      | 元放課後プリンセス                                                   |
| 小林玲奈   | こばやしれな     | 2013年10月20日〜2014年2月8日                                  | 卒業      | 元放課後プリンセス                                                   |
| 豊田瀬里奈 | とよだせりな     | 2014年3月16日〜2014年9月3日                                   | 脱退      | 元放課後プリンセス                                                   |
| 来田みや   | らいたみや       | 2014年4月27日〜2014年9月3日                                   | 脱退      |                                                                      |
| 後藤美弥   | ごとうみや       | 2014年4月27日〜2015年9月13日                                  | 卒業      |                                                                      |
| 渡邊恋     | わたなべれん     | 2015年10月13日〜2016年2月11日                                 | 解雇      | 元放課後プリンセス桜木寧々                                           |
| 河合風花   | かわいふうか     | 2014年3月16日〜2016年2月21日                                  | 卒業      | 現Venus Parfait                                                      |
| 一ノ瀬杏樹 | いちのせあんじゅ | 2013年10月20日〜2016年4月3日                                  | 卒業      | 元Venus Parfait                                                      |
| 坂井古都   | さかいこと       | 2016年4月3日〜2016年7月18日                                   | 脱退      | 元サンスポアイドルリポーター                                         |
| 野田仁美   | のだひとみ       | 2013年10月20日〜2017年6月28日                                 | 卒業      | 元放課後プリンセス 元WHITE CASTLE店長 野田ひとみ                     |
| 大川彩菜   | おおかわさやな   | 2016年4月3日〜2018年4月19日                                   | 解雇      | 元Sweet Pastel逢沢さやな                                             |
| 春川桃菜   | はるかわももな   | 2014年3月16日〜2016年3月24日 2018年6月13日復帰〜2019年6月30日 | 卒業 脱退 |                                                                      |
| 千葉咲乃   | ちばさきの       | 2013年10月20日〜2019年12月29日                                | 卒業      | 元放課後プリンセス                                                   |
| 天羽希純   | あまうきすみ     | 2017年7月5日〜2020年6月29日                                   | 卒業      | 元仮面女子伊藤みう 現＃2i2                                           |
| 弓川いち華 | ゆみかわいちか   | 2019年10月13日〜2021年7月4日                                  | 脱退      | 元花言葉はイノセンス 元イタダキ、テッペン                            |
| 清川麗奈   | きよかわれいな   | 2016年4月3日〜2021年9月6日                                    | 卒業      | 元SAY-LA                                                             |
| 新川るり   | しんかわるり     | 2020年9月27日〜2021年10月10日                                 | 脱退      | 元天使突抜ニ読ミ                                                     |
| 成瀬まいか | なるせまいか     | 2020年9月27日〜2021年11月18日                                 | 解雇      | 現ラブアグレッション                                                 |
| 如月優衣   | きさらぎゆい     | 2019年10月13日〜2021年12月31日                                | 卒業      | 元Honey SquashとLove☆cha 元東京イルミナティ 現愛乙女☆DOLL（チームL） |
| 櫻井愛理   | さくらいあいり   | 2022年1月2日〜2022年5月22日                                   | 脱退      | 元Ulysses                                                            |
| 美唯うみ   | みいうみ         | 2020年9月27日〜2023年3月19日                                  | 卒業      | 元アストレイア*平野うみ 現戦国アニマル極楽浄土*琥珀うみ              |
| 上原歩子   | うえはらあゆこ   | 2014年3月16日〜2019年9月6日 2022年1月2日復帰〜2023年10月14日  | 卒業      |                                                                      |
| 柚木美桜   | ゆずきみお       | 2019年10月13日〜2023年11月2日                                 | 卒業      | 元仮面女子候補生OZブリキ担当の片寄菜々 元東京イルミナティ            |
| 佐々木美帆 | ささきみほ       | 2017年7月5日〜2024年1月27日                                   | 卒業      | 元放課後プリンセス綾瀬美穂                                           |
| 牧野広実   | まきのひろみ     | 2017年7月5日〜2024年2月20日                                   | 卒業      | 元Candy☆Drops                                                        |

## グループの変遷と主な活動状況

### 2013年
- 9月28日
  - 元放課後プリンセスの千葉咲乃と野田仁美による『さきひと公演～ふたりは心友の～』にて、サプライズ登場。グループ活動開始およびメンバーを発表。
  - 運営のGET CRAZY(のちに新会社I-GETに移行)は元々放課後プリンセスを立ち上げた事務所であり、その後運営を他に移譲したという経緯から、放課後プリンセスを辞めた千葉咲乃、野田仁美、永藤葵、小林玲奈が同スタッフと再結集、一般で応募してきた一ノ瀬杏樹を加え5人編成にてグループを結成する。（発表時は6名だったが、お披露目前に1名辞退）
- 10月20日
  - 下板橋にある専用劇場・池袋ホワイトベース（以前は放課後プリンセスの本拠地）にて、お披露目公演。予想を上回る人数が来場したため急遽2回公演となる。
- 11月17日
  - 『一ノ瀬杏樹生誕祭』（池袋ホワイトベース）

### 2014年
- 2月8日
  - 家庭の事情等で永藤葵、小林玲奈が突然の卒業を発表。
- 3月16日
  - 追加メンバーとして河合風花、春川桃菜、上原歩子、豊田瀬里奈をお披露目。
- 4月23日
  - 7月30日にファーストシングルの発売を発表、予約受付始まる。
- 4月27日
  - 来田みや、後藤美弥が加わり9人編成になる。
- 7月13日
  - 『千葉咲乃生誕祭 1部パーティー 2部ライブ』（秋葉原まぜる～むcafe'）
- 8月2日・3日
  - 『TOKYO IDOL FESTIVAL 2014』（東京・お台場）
- 8月10日
  - 『野田仁美生誕祭』（池袋ホワイトベース）
- 8月30日
  - 『上原歩子生誕祭』（池袋ホワイトベース）
- 9月3日
  - 来田みや、豊田瀬里奈が脱退し7人編成になる。これに伴い、9月9日にリリース予定だったファーストシングルの発売が延期となる[1]。
- 10月13日
  - 1stワンマン『レディキスの集大成ワンマン! 重大発表あり!』（上野BRASH）
- 11月16日
  - 『一ノ瀬杏樹生誕祭』（池袋ホワイトベース）
- 11月23日
  - 『後藤美弥生誕祭』（池袋ホワイトベース）
- 12月14日
  - 生産ラインのトラブルによる納品遅れで、この日発売予定のファーストシングルが再度発売延期。一部イベントにて先行販売。

### 2015年
- 1月14日
  - 1stシングル『Chu Chu』正式発売。
- 2月7日
  - 2ndワンマン『本気（ガチ）ワンマンやる気マンマン爆発寸前GIG』（新宿ReNY）
  - 同会場にてStand-Up! Records参加を発表。
- 2月21日
  - 『河合風花生誕記念ライブ』（池袋ホワイトベース）
- 3月21日
  - 『春川桃菜生誕祭』（池袋ホワイトベース）
- 5月14日
  - TSUTAYA O-EASTでのライブにてメジャーデビュー発表。
- 7月14日
  - 3rdワンマン『千葉咲乃生誕LIVE』（新宿BLAZE）
- 7月22日
  - メジャーデビュー2ndシングル『トップシークレット～切ない極秘事項』発売。
- 8月9日
  - 『野田仁美生誕パーティー&LIVE』（秋葉原まぜる～むcafe'）
- 8月30日
  - 『上原歩子生誕祭』（TwinBox AKIHABARA）
- 9月13日
  - 後藤美弥が卒業[2]。6人編成となる。
- 10月8日
  - 新メンバー渡邊恋の加入を発表。
- 10月13日
  - 姉妹グループSAY-LAが定期出演している対バンライブにゲリラ出演。渡邊恋お披露目。
- 10月16日
  - 『READY TO KISSワンマンライブ 〜未来へ向かって〜』（新宿BLAZE）
- 10月24日
  - 『READY TO KISS 2周年記念LIVE』（池袋ホワイトベース）
- 11月15日
  - 『一ノ瀬杏樹生誕祭』（新宿HOLIDAY）
- 12月18日 - 20日
  - 初の海外遠征で、香港『女子偶像音楽祭』（香港MUSIC STAGE）に参加。

### 2016年
- 1月16日
  - 河合風花が2月21日の生誕祭をもってREADY TO KISS卒業を発表。
- 1月22 - 24日
  - タイ遠征。『JAPAN EXPO THAILAND 2016』（バンコクセントラルワールド）
- 1月30日
  - 一ノ瀬杏樹が3月いっぱいでの卒業を発表[3]。
- 2月11日
  - 渡邊恋を解雇[4]。「ユニットの活動に対して不利益となる行動を再三の注意にも関わらずとり続けたため」との理由。
- 2月21日
  - 『河合風花卒業生誕LIVE』（新宿HOLIDAY）
- 3月14日
  - 春川桃菜の卒業を発表[5]。舞台活動が主となりREADY TO KISSの活動が困難となってきたため。
- 3月20日
  - 『春川桃菜生誕祭』（TwinBox AKIHABARA）
- 3月21日
  - 『READY TO KISS ワンマンLIVE「Hello Goodbye」』（渋谷 TSUTAYA O-EAST）
  - READY TO KISS第三章と銘打ち、新メンバーとして坂井古都、清川麗奈、大川彩菜3名の加入を発表。姉妹グループSAY-LAから清川の移籍、同じく前年にSAY-LA加入を発表したものの、諸事情で活動延期となっていた大川の加入というダブルサプライズとなった[6]。
- 3月24日
  - 対バンライブにて春川桃菜が卒業。
- 4月3日
  - 昼『READY TO KISS 一ノ瀬杏樹卒業LIVE』（TwinBox AKIHABARA）
  - 夜『READY TO KISS 第3章はじまり』（TwinBox AKIHABARA）
    - 一ノ瀬杏樹卒業と入れ替わりに新メンバー3名（坂井古都、清川麗奈、大川彩菜）がお披露目される。
- 6月17日 - 19日
  - 香港遠征
  - 17日『AQUA PLAZA FASHION SHOW & MINI LIVE 2016』（D2Palce）
  - 18日『TALE Festival in 香港』（HIDDEN AGENDA）
  - 19日『FES☆TIVE/READY TO KISS/アキシブproject 香港単独公演』（HIDDEN AGENDA）
- 7月3日
  - 『坂井古都 生誕祭』（TwinBox AKIHABARA）
- 7月5日
  - 『千葉咲乃 生誕祭』（渋谷 TSUTAYA O-EAST）
  - 配信限定アルバム『reset』を7月27日にリリースすること、20日に先行配信することを発表。
- 7月15日 - 17日
  - 台湾遠征
  - 15 - 17日『Touch The Japan』（台北世界貿易センター）
  - 17日『Ciao! Idol Live』（台北 PIPE LIVE MUSIC）
- 7月18日
  - 坂井古都が方向性の違いから脱退。それに伴い配信限定アルバム『reset』のリリースおよび先行配信を延期。
- 7月27日
  - 配信限定アルバム『reset』KKBOXにて先行配信開始。
- 8月3日
  - 『reset』iTunes Store、レコチョク等にて全世界配信開始。
- 8月14日
  - 『野田仁美生誕祭』（新宿BLAZE）
- 8月21日
  - 『大川彩菜生誕祭』（TwinBox AKIHABARA）
- 9月4日
  - 『上原歩子生誕祭』（TwinBox AKIHABARA）
- 10月20日
  - 『READY TO KISS 3rd Anniversary』（新宿BLAZE）
- 11月4日
  - 『清川麗奈生誕祭』（新宿BLAZE）
- 12月9日 - 1日
  - 香港遠征
  - 9日『Pajamas' night in Hong Kong～香港パジャマナイト～』（9日、3/4 studio 不存在的房間）
  - 10日『Angels' fes. in Hong Kong』（香港 Music Stage）
  - 11日『READY TO KISS/KAMOがネギをしょってくるッ!!!香港単独公演』（香港 Music Stage）

### 2017年
- 2月4日・5日
  - 台湾遠征『Girl’s Bomb!! in TAIWAN』（花漾hana展演空間）
- 2月10日 - 12日
  - タイ遠征『Tokyo Crazy Kawaii×Girl'sBomb!!（JAPAN EXPO THAILAND 201）)』（バンコクセントラルワールド）
- 3月26日
  - 『BABY TO KISS お披露目会』（渋谷RUIDO K2）、候補生ユニットBABY TO KISSが活動を開始する。
- 4月20日
  - 『SAY-LAのんの生誕祭！3マンライブ♪』（新宿BLAZE）
- 5月25日
  - 野田仁美が卒業を発表。
- 6月23日 - 26日
  - 上海遠征『IDOL FEVER LIVE 2017 vol.4 in 上海』
- 6月28日
  - 野田仁美卒業公演『一期一友』（渋谷CLUB QUATTRO）
  - BABY TO KISSの天羽希純、牧野広実、佐々木美帆が加わり新体制で活動することを発表。さらにキングレコードよりメジャー再デビューも発表された。
- 7月5日
  - 『READY TO KISS 新体制単独公演』（新宿BLAZE）
- 7月10日
  - 『千葉咲乃生誕祭』（渋谷club asia）
- 7月15日 - 17日
  - 香港遠征
  - 15日『hong Kong Idol Festival Count Down Live』（香港 Music Stage）
  - 16日『hong Kong Idol Festival 2017』（香港 Y-Studio）
  - 17日『香港Ocean Park ファンツアー及びオフ会』
- 8月4日 - 6日
  - 『TOKYO IDOL FESTIVAL 2017』（東京・お台場）
- 8月15日
  - 『天羽希純生誕祭』（TSUTAYA IKEBUKURO AKビル店）
- 8月22日
  - 『大川彩菜生誕祭』（TwinBox AKIHABARA）
- 8月25日
  - 『上原歩子生誕祭』（TSUTAYA IKEBUKURO AKビル店）
- 9月11日
  - 『牧野広実生誕祭』（TSUTAYA IKEBUKURO AKビル店）
- 9月13日
  - 3rdシングル『READY TO KISS』発売。
- 10月9日
  - 『I-GET 緊急3マン公演&緊急公開オーディション』（池袋RUIDO K3）
- 11月2日
  - 『清川麗奈生誕祭』（TSUTAYA IKEBUKURO AKビル店）
- 11月10日
  - 『READY TO KISS 〜キスでBLITZを埋め尽くす〜』（赤坂BLITZ）
  - 2018年2月13日に4thシングル発売を発表。
- 11月15日
  - LINE LIVE番組『レディキス×パークへようこそ!Vol.3』にて4thシングルのタイトル『成増になります』を発表。

### 2018年
- 1月24日
  - LINE LIVE番組『レディキス×パークへようこそ!Vol.6』にて「成増になります」MVを公開。あわせてカップリング曲「GET CRAZY」feat．三代目パークマンサーの情報公開。
- 1月26日 - 28日
  - タイ遠征『Tokyo Crazy Kawaii×Girl'sBomb!!（JAPAN EXPO THAILAND 2018）』（バンコクセントラルワールド）
- 1月30日
  - 『佐々木美帆生誕祭』（TSUTAYA IKEBUKURO AKビル店）
- 2月13日
  - 4thシングル『成増になります』発売。
- 2月14日
  - 2月12日付オリコンデイリーチャートにて『成増になります』1位獲得。
- 4月13日 - 15日
  - 香港遠征『I GET祭in香港』
  - 13日『香港ディズニーランドで天使と夜のオフツアー！』（香港迪士尼樂園）
  - 14日『香港の昼の天使かよ！』（香港MOM Livehouse）
  - 14日『香港の夜の天使かよ！』（香港MOM Livehouse）
  - 15日『香港の朝の天使かよ！～朝の主役はアリエルプロジェクトとSAY-LAで～ 』ゲスト出演（香港MOM Livehouse）
  - 15日『READY TO KISS香港単独公演』（香港MOM Livehouse）
  - 15日『ONEPIXCEL香港単独公演』ゲスト出演 （香港MOM Livehouse）
- 4月19日
  - 大川彩菜が「重大なルール違反」を理由に解雇処分[7]。
- 4月25日
  - 『READY TO KISS重大発表のある緊急公演』（渋谷RUIDO K2）
  - 5月30日赤坂BLITZでのワンマンLIVE詳細等とともに、千葉咲乃のグループリーダー就任が発表される。
- 5月18日 - 20日
  - タイ遠征『READY TO KISS　/ASIA TOUR in BANGKOK 2018』
  - 18日『タイ水族館交流会』（SEA LIFE Bangkok Ocean World）
  - 19日『ASIA TOUR in BANGKOK』（Kbank Siam Pic-Ganesha Theatre）
    - 昼の部（1部）対バンイベント ゲスト:Natsuiro Party「夏色パーティー」（シンガポール）他
    - 夜の部（2部）『READY TO KISS ワンマンライブ in BANGKOK』

  - 20日『バンコクオフ会』（Thonglor Karaoke）
- 5月30日
  - アジアツアー最終公演『ツアーファイナルはBLITZワンマンになりました！』（マイナビBLITZ赤坂）
    - ニューシングル『タイに行きタイ』9月5日リリースを発表。
    - 4月よりアイドル復帰しBABY TO KISSに所属していた春川桃菜、READY TO KISSへの再加入を発表。
- 6月13日
  - 『RUIDO presents L-1グランプリ2018 東京準決勝大会【DAY7】』（青山RizM）にて春川桃菜お披露目。
- 7月7日・8日
  - 『アイドル横丁夏まつり!!〜2018〜』初出演(横浜赤レンガパーク)
    - 天羽希純・牧野広実の2名がソロとしてグラドル横丁にも両日出演。
- 7月21日・22日
  - 『SEKIGAHARA IDOL WARS 2018〜関ケ原唄姫合戦〜』（岐阜県不破郡関ケ原町・桃配運動公園）
- 7月28日
  - 『千葉咲乃生誕祭』（渋谷RUIDO K2）
- 8月11日
  - 『天羽希純生誕祭』（TSUTAYA IKEBUKURO AKビル店）
- 8月25日
  - 『上原歩子生誕祭』（TSUTAYA IKEBUKURO AKビル店）
- 9月5日
  - 5thシングル『タイに行きタイ』発売
- 9月11日
  - 『牧野広実生誕祭』（TwinBox AKIHABARA）
  - 9月17日付オリコンウィークリーチャートにて『タイに行きタイ』自己最高位の7位獲得。
- 9月21日 - 23日
  - タイ遠征『READY TO KISSワンマンLIVE　in　BANGKOK』
  - 21日 『Bowling Party ボウリング交流会』（Blu-O Rhythm & Bowl）
  - 22日『タイでワンマンやりタイ』（Kbank Siam Pic-Ganesha Theatre）
    - 1st show 『対バンイベント』共演:BABY SYROP、LOVE LETTER
    - 2nd show『READY TO KISS ワンマンライブ in BANGKOK』

  - 23日『バンコクオフ会』（Thonglor Karaoke）
- 10月17日
  - 『あれっ‥？3周年だっけ‥？あ、5周年記念だった！READY TO KISSワンマンライブ』（新宿BLAZE）
    - 『最前管理チケット』として整理番号1～20を10万円～3万円で売り出し、それ以降を入場料無料とする[8]。かねてからライブにて一部の人間によるステージ前独占によるトラブルが多数生じており、あえて彼らを晒しものにしようという皮肉を込めた運営側の意趣返し[9]。
    - 2019年春にメジャー4thシングルのリリースを発表。同時にMVのロケ地を公募することも発表。過去2枚のシングル表題曲が『成増になります』『タイに行きタイ』とダジャレ路線で来たことを踏まえてのもの。
- 11月2日・3日福岡遠征
  - 『青SHUN学園主催 青春☆ワンダーランド in FUKUOKA‼ vol,3』
    - 2日『前夜祭』（福岡INSA）
    - 3日『本祭1日目』（大野城BARKUP）
    - 3日『サーキットステージ』（キャナルシティ博多）
- 11月4日
  - 『清川麗奈生誕祭』（渋谷RUIDO K2）
- 11月16日
  - 『倍速フェス-新世代アーティスト派アイドル4マン』（池袋シアターYES）
- 11月28日 - 12月1日
  - 『倍速ツアー』
    - 11月28日、千葉（柏 ThumbUp）　
    - 11月30日、名古屋（ライブホール M.I.D）
    - 12月1日、神戸（太陽と虎）
    - 12月1日、大阪（京橋ライブハウスArc）
- 11月23日・24日新潟遠征
  - 23日『Idol Hunt Special LiveVol.7』（柳都SHOW!CASE!!）
  - 24日『Idol Hunt Special LiveVol.8』（新潟放送BSN第一スタジオ）
- 12月7日
  - LINE LIVE番組『続・レディキス×パークへようこそ！vol.5』にて公募していた、メジャー4thシングルのMVロケ地の発表する。メンバーよる抽選とゲームの結果、国営みちのく杜の湖畔公園（宮城県柴田郡川崎町）に決定する。
- 12月23日
  - 『READY TO KISS Xmasオフ会 2018「世界一のクリスマスパーティーをやりタイ」』（White Castle／I-GET IDOL CAFE）

### 2019年
- 1月9日
  - LINE LIVE番組『続・レディキス×パークへようこそ！vol.6』にてメジャー4thシングルのタイトルと発売日を発表する。
  - 『伊達だって』2019年3月6日発売。
- 1月24日 - 27日タイ遠征
  - 24日『Siamdol Presents IDOL Premium LIVE Vol.2』（Kbank Siam Pic-Ganesha）
  - 25日 - 27日『Girl'sBomb!! @JAPAN EXPO THAILAND 2019』（バンコクセントラルワールド）
  - 25日『Siamdol Premium Fan Meeting Vol1』
  - 26日『HISツアー（ファンミーティング）』
- 1月30日
  - 『佐々木美帆 生誕祭』（渋谷REX）
- 2月4日
  - 『楽遊アイドルフェスin 新宿ReNY』（新宿ReNY）にて『伊達だって』および新衣装を初披露。
- 2月20日
  - LINE LIVE番組『続・レディキス×パークへようこそ！vol.7』にて『伊達だって』MV初公開。
  - あわせてカップリング全曲のタイトルも発表されるも2日前のリリースイベントにて掲示されていたポスターでネタバレしていた。
  - 2019年5月20日にマイナビBLITZ赤坂にてワンマンライブ開催を発表。
- 3月6日
  - 6thシングル『伊達だって』発売。
- 3月12日
  - 3月18日付オリコン週間シングルランキングにて『伊達だって』10位となる。
- 3月20日
  - 『春川桃菜 生誕祭』（渋谷RUIDO K2）
- 5月4日・5日、名古屋～静岡遠征
  - 4日名古屋
    - 観覧無料ライブ（さくらパンダ広場）
    - 『今夜はアナタのGWフェス ～2DAYS名古屋 超絶沸叫遊打SP!!～』（名古屋ReNY limited）

  - 5日静岡
    - 『SHIZUOKA MUSIC GENIC2019 Girls Complex』（LIVE ROXY SHIZUOKA）
- 5月20日
  - 『READY TO KISSワンマン「赤坂だって」』（マイナビBLITZ赤坂）
- 5月31日・6月1日香港遠征
  - 5月31日『香港ディズニーランドのテイル！（初夏ファンツアー）』（香港ディズニーランド・リゾート）
  - 6月1日『TALE in Wonderland 初夏』昼夜2公演（MoM Livehouse）
  - 6月1日『土曜夜のテイルin香港！（食事オフ会）』
  - 6月2日『READY TO KISS ワンマンライブ in Hong Kong』（Drummers'Ark）
- 6月8日京都遠征
  - 『KYOTO BUZZ FES』（KBSホール）（京都FANJ）
- 6月30日
  - 春川桃菜脱退発表。それに伴うオーディションを開催[10]。
- 7月9日
  - 『千葉咲乃 生誕祭』（渋谷REX）
- 7月19日 - 21日名古屋・岐阜遠征
  - 19日『関ケ原唄姫合戦〜前夜祭〜IN尾張』（名古屋LIVE HALL M.I.D）
  - 20日・21日『SEKIGAHARA IDOL WARS 2019〜関ケ原唄姫合戦〜』（岐阜県不破郡関ケ原町・桃配運動公園）
- 7月27日
  - 『The Chaos！』（新木場STUDIO COAST）にてライブ中観客が音響設備の上に登ったことで該当者を立ち入り禁止処分とする[11]。
- 8月4日
  - 『TOKYO IDOL FESTIVAL 2019』（東京・お台場）
    - 『TOKYO GRAVURE IDOL FESTIVAL 2019』（水着撮影会）に牧野広実が参加。
- 8月11日滋賀遠征
  - 『ドラゴンクイーンズフェスティバル〜竜王アイドル夏祭り〜2019』（竜王町総合運動公園）
- 8月12日
  - 『天羽希純生誕祭』（渋谷REX）
- 8月20日
  - 8月25日に予定していた『上原歩子生誕祭』が本人体調不良のため中止となる[12]。
- 9月2日
  - 『READY TO KISS & BABY TO KISS重大発表のある2マン』（渋谷RUIDO K2）
    - BABY TO KISSに楪カヲルと御園れんの2名加入が発表。
    - BABY TO KISSより弓川いち華、如月優衣、柚木美桜の3名の昇格発表。
- 9月6日
  - 体調不良で活動休止していた上原歩子が卒業を発表[13]。
- 9月11日
  - 『牧野広実生誕祭』（渋谷REX）
- 9月15日・16日宮城遠征
  - 『RAINBOW BEACH POP FESTIVAL 2019』（宮城県七ヶ浜国際村）
- 9月19日
  - 千葉咲乃12月いっぱいでREADY TO KISS卒業と芸能界引退を発表する[14]。
- 9月27日 - 10月5日
  - 写真展『MONOTONE CLASSY IDOL PHOTO EXHIBITION』（銀座ロフト）
- 10月3日・4日
  - 『I-GET 秋祭り』（秋葉原ハンドレットスクエア）
    - I-GET所属の4グループ（READY TO KISS、SAY-LA、HOTDOG CAT、BABY TO KISS）合同のオフ会イベント。
- 10月6日福岡遠征
  - 『きゅーアイ的な歌祭りスペシャル』（福岡Pocket）SPECIAL GUESTとして参加。
- 10月13日
  - 『TOKYO I-GET FESTIVAL 2019』（新宿BLAZE）
    - 新メンバー弓川いち華、柚木美桜、如月優衣お披露目。
    - 新衣装お披露目。
    - NEWシングル『その先の未来へ』12月18日リリースを発表。
    - 12月6日 - 8日I-GET全グループでの台湾遠征を発表。
- 10月14日
  - 『自由が丘女神まつり』(自由が丘商店街)にて新曲『タピオカ・ストリート』お披露目。
- 10月26日
  - 『虹フェスvol.4』(新宿Key Studio)にて新曲『その先の未来へ』お披露目。
- 11月4日
  - 『清川麗奈生誕祭』(渋谷RUIDO K2)
- 11月15日 - 17日タイ遠征
  - 15日『Two-man Private Cruise Tour』たけやま3.5との合同オフ会。
  - 16日『Siamdol「サイアムドル」presents:『Autumn of IDOL 2019』』(Kbank Siam Pic-Ganesha)
  - 16日『READY TO KISS OneMan Live』(Kbank Siam Pic-Ganesha)
  - 17日『Siamdol「サイアムドル」presents:『Ready to Kiss Board Game Competition』』(Knight's Tale Board Game Cafe)
- 11月29日
  - 『弓川いち華生誕祭』(渋谷RUIDO K2)
- 11月30日
  - 『その先の未来へ』MV解禁。
- 12月6日 - 8日台湾遠征
  - 『TALExTaiwan I-GET Festival』
    - 6日、『TALEとI-GETの神隠しin台湾！』（九份・十份ファンツアー）
    - 7日、『Taiwan I-GET Festival 一日目』（台灣Jack Studio杰克音樂）
    - 7日、『SAY-LA ワンマンライブin台湾』（台灣Jack Studio杰克音樂）ゲスト出演
    - 7日、『TALEとI-GETのテイルin台湾（食事オフ会れ』
    - 8日、『READY TO KISS ワンマンライブin台湾』（台灣Jack Studio杰克音樂）
    - 8日、『Taiwan I-GET Festival 二日目』（台灣Jack Studio杰克音樂）
- 12月17日
  - 『READY TO KISSワンマンライブ「未来へ向かって」』（Zepp TOKYO）
- 12月18日
  - 7thシングル『その先の未来へ』発売。
  - 12月17日付オリコンデイリーチャートにて『その先の未来へ』3位獲得。
- 12月24日
  - カラオケDAMにて『その先の未来へ』配信。
- 12月25日
  - 12月30日付オリコンウィークリーチャートにて『その先の未来へ』自己最高位の6位獲得。
- 12月29日
  - 『年末最後のI-GET祭@品川ザ・グランドホール 〜千葉咲乃FINAL LIVE～』（品川ザ・グランドホール）にて千葉咲乃が卒業。
  - 千葉咲乃卒業記念Photobook『その咲乃未来へ』予約販売発表。

### 2020年
- 1月4日
  - 『I-GET新年会　新春カラオケ大会』(秋葉原ZEST)
- 1月28日
  - 『佐々木美帆生誕祭』（渋谷RUIDO K2）
- 1月31日 - 2月2日タイ遠征
  - 『JAPAN EXPO in THAILAND』（バンコクセントラルワールド）
  - 2月1日
    - 『Afternoon Break with READY TO KISS & SAY-LA』
    - 『HIS食事オフ会』
- 2月9日
  - 『READY TO KISSxBABY TO KISS 2マン公演』（池袋RUIDO K3）
- 2月15日
  - 5月3日、浅草花劇場にてワンマンライブ開催発表。
- 2月18日
  - 清川麗奈ソロ公演（池袋 WHITE BASE）
    - オープニングアクトHOT DOG CAT
- 2月24日
  - 3月6日から予定していたタイ遠征を新型コロナウイルスの影響により中止発表[15]。
- 2月25日
  - YouTubeにて『I-GETチャンネル』開設。
    - 『千葉咲乃ラストライブの裏側公開！』
- 4月11日
  - コロナウィルス感染拡大に伴う緊急事態宣言によるイベント自粛要請を受け会場の使用が困難となったため、5月3日に予定されていたワンマンライブを8月8日に延期することを発表[16]。
- 6月17日
  - 天羽希純卒業発表。卒業ライブなどは行わないが、6月29日までのオンライン特典会には参加の予定[17]。
- 6月19日
  - 天羽希純卒業に関して運営側との見解の相違でSNS上で騒動勃発。これを終結するため双方話し合いの結果、6月29日の『READY TO KISS配信公演』に出演し、これをもって卒業することとなった[18]。
- 6月29日
  - 『READY TO KISS配信公演』にて天羽希純卒業。
- 7月7日
  - READY TO KISSライブDVD『2019.12.17 Zepp Tokyo ワンマン『未来へ向かって』』発売。
- 7月17日
  - 8月8日に予定されていたワンマンライブ、コロナ感染症拡大防止のため中止を発表[19]。
- 9月2日
  - 『柚木美桜生誕祭』（渋谷RUIDO K2）
- 9月4日
  - 『I-GET祭 重大発表SP＠新宿BLAZE』（新宿BLAZEれ
    - 新型コロナの影響で延期、中止となっていたワンマンライブのリベンジ公演を10月20日TSUTAYA O-EASTにて開催を発表。
    - 新メンバー加入。詳細は後日発表。
    - ハロプロのカバーユニット『スイカ記念日』に、清川麗奈のそっくりさんキヨスイ加入。
    - タイのSiamdolとI-GETが提携。Siam☆Dreamが姉妹グループとなる[20]。
- 9月7日
  - 『如月優衣生誕祭』（渋谷RUIDO K2）
- 9月12日
  - 『牧野広実生誕祭』（渋谷RUIDO K2）
- 9月27日
  - 『I-GET祭＠品川ザ・グランドホール 森のんの卒業SP』（品川ザ・グランドホール）
    - 新メンバーとして美唯うみ、成瀬まいか、新川るりの3名がお披露目。
    - 10月20日のワンマンライブより活動開始。
- 10月20日
  - 新体制でのワンマンライブ『NONSTOP 〜Restart Dash〜』（渋谷 TSUTAYA O-EAST）
    - 新メンバーステージデビュー。
    - 8thシングル『NONSTOP 〜Restart Dash〜』来春2021年1月26日に新レーベル『Prime Minister Records』よりリリース決定。
- 11月4日
  - 『清川麗奈生誕祭』（青山RizM）
- 11月30日
  - 『弓川いち華生誕祭』（青山RizM）
- 12月15日
  - 『新川るり生誕祭』（青山RizM）
- 12月19日
  - 『SAY-LA藤沢泉美生誕祭』にて、清川麗奈のそっくりさん『スイカ記念日』の“きよスイ”お披露目。

### 2021年
- 1月10日
  - 1月8日に発覚したメンバーの新型コロナウィルス感染を受けて、事務所所属全グループのライブ等イベント参加を1月22日まで自粛する事を発表[21]。
- 1月15日
  - 活動自粛の影響により1月26日リリース予定の8thシングル『NONSTOP~Restart Dash~』を2月23日に延期する。
- 1月17日
  - 保健所からの指導も終え19日のWhite Castleの営業、23日からライブ活動の再開を発表。（READY TO KISSメンバーは23日から）
  - 感染したメンバーは復調、濃厚接触者と認定されていたREADY TO KISS他メンバーおよびスタッフは全員陰性との事。他グループメンバーは濃厚接触者には認定されず[22]。
- 1月30日
  - 『佐々木美帆生誕祭』（青山RizM）
- 2月3日
  - 『READY TO KISS 不定期公演』（渋谷RUIDO K2）
    - 『嘘つきキツツキ』披露。
- 2月20日
  - 『青山RizM I-GET2マンシリーズ「READY TO KISS vs SAY-LA」』（青山RizM）
- 2月23日
  - 8thシングル『NONSTOP~Restart Dash~』発売。
    - 2月22日付オリコンデイリーチャートにて6位獲得。
- 3月3日
  - 『NONSTOP〜Restart Dash〜』がオリコンのシングルランキングでデイリー6位､ 週間13位､ビルボードTOP SINGLE SALESで週間10位､ タワーレコード全店総合シングルで週間2位､ USEN HIT J-POPランキングで週間5位を獲得。
- 3月27日
  - 『2021春いずひろコラボレーションツアー千秋楽〜赤と黄色はマクドナルドじゃないよ〜』（池袋White base）
    - 牧野広実、藤沢泉美（SAY-LA）のツーマンライブ。
- 3月29日
  - 『新メンバーライブ「私たち可愛すぎん？」』（池袋White base）
    - 新メンバー美唯うみ、成瀬まいか、新川るりによる単独公演。
- 4月7日
  - 『さよならRUIDO  K2 FINAL GIGS』（渋谷RUIDO K2）
    - READY TO KISS × Qnto syrup 最後のK2
- 4月8日
  - 共演したメンバーの新型コロナ感染に伴いメンバーが濃厚接触者に認定され4月18日まで休演となる。
- 4月29日
  - 『清川麗奈6周年ソロライブ〜きよかわーるどへようこそ〜』（青山RizM）
    - ソロ曲『気まぐれクレッシェンド』お披露目。
- 5月6日
  - 『嘘つき、キツツキ』『～長距離エアプレイン～』順次カラオケ配信。
- 5月13日
  - I-GET特典会のレギュレーションを変更[23]。
- 5月17日
  - 『なんてったってハロプロライブ202105』（TwinBox GARAGE）
    - 清川麗奈と美唯うみのそっくりさん、きよスイとうみスイが出演。
- 5月30日
  - 『柚木美桜生誕祭』（青山RizM）
- 6月4日
  - 弓川いち華脱退を発表。体調不良のため7月4日の対バンライブをもって活動終了。
- 6月6日
  - 『近代麻雀水着祭2021』（川越水城公園）
    - 弓川いち華、柚木美桜が撮影会参加。
- 6月12日
  - 『「弓川いち華」最初で最後の単独ライブ！！』（池袋White base）
- 6月18日
  - 『READY TO KISS 不定期公演』（渋谷Guilty）
    - 弓川いち華によるプロデュース公演。
    - BABY TO KISS新メンバー、木村ゆみか、櫻井愛理お披露目。
- 6月23日
  - 佐々木美帆単演公演『♡MIHOTAN MODE全開ライブ♡ 時空いつもゆっくり系』（池袋White base）
- 6月26日
  - 『スイカ記念日単独公演〜Only One〜』（池袋White baseれ
    - うみスイこと美唯うみ出演。
- 6月24日
  - 『LJL 2021 Summer Split』清川麗奈アシスタントMCとして参加。
- 6月30日
  - 清川麗奈、9月6日の卒業公演をもってREADY TO KISS卒業および事務所退所を発表[24]。
- 7月2日
  - いずいち公演『赤しか勝たん！撮影会じゃなくてライブだよ！』(池袋White base)
    - 弓川いち華、藤沢泉美(SAY-LA)のツーマンライブ。
- 7月4日
  - 弓川いち華『IDOL Treasure bottle LIVE』（新宿住友ホール）出演をもって活動終了。
- 7月6日
  - 『美唯うみ生誕祭』（青山RizM）
- 7月18日
  - 『READY TO KISS無銭ライブ』（青山RizM）
    - BABY TO KISS新メンバー、椎名ここ、お披露目。

  - 『日曜から夜ふかし～ヒロミホ・デラックス公演～』（池袋White base）
    - 牧野広実、佐々木美帆のツーマンライブ。
- 7月19日
  - 『成瀬まいか生誕祭』（青山RizM）
- 7月23・24日愛知遠征
  - 『来年まで待てない！SEKIGAHARA IDOL WARS 2021〜関ケ原唄姫合戦〜in尾張』（Aichi Sky Expo）

### 2023年
- 3月19日
  - 美唯うみ卒業[25]。
- 10月14日
  - 上原歩子卒業[26]。
- 11月2日
  - 柚木美桜卒業。
- 11月8日
  - 水島さくら加入[27]。

### 2024年
- 1月27日
  - 佐々木美帆卒業[28]。
- 2月20日
  - 牧野広実卒業[29]。

## 作品

### 限定配布CD『READY TO KISS白盤』
2014年9月27日より特典会で配布　非売品
1. ChuChu
2. 秒シミュレーション
3. 恋愛狂奏曲
4. オリーブの風の吹く町

### 1stシングル『Chu Chu』
2015年1月14日発売　発売元：MUSIC ILLUMINATED
- 通常版GCML-0010

1. ChuChu
2. 秒シミュレーション

- 初回限定盤 A（DVD付）『千葉咲乃メインジャケット』GCML-0001
- 初回限定盤 B（DVD付）『野田仁美メインジャケット』GCML-0002
- 初回限定盤 C（DVD付）『一ノ瀬杏樹メインジャケット』GCML-0003
- 初回限定盤 D（DVD付）『河合風花メインジャケット』GCML-0004
- 初回限定盤 E（DVD付）『豊田瀬里奈メインジャケット』GCML-0005

1. ChuChu
2. 秒シミュレーション
3. 恋愛狂奏曲

- 初回限定盤 F（DVD付）『上原歩子メインジャケット』GCML-0006
- 初回限定盤 G（DVD付）『春川桃菜メインジャケット』GCML-0007
- 初回限定盤 H（DVD付）『後藤美弥メインジャケット』GCML-0008
- 初回限定盤 I（DVD付）『来田みやメインジャケット』GCML-0009

1. ChuChu
2. 秒シミュレーション
3. オリーブの風の吹く町

### 2ndシングル『トップシークレット ～切ない極秘事項～』
2015年7月22日発売　発売元：Stand-Up! Records　販売元：ユニバーサルミュージック合同会社
- DVD付盤　POCS-1332

1. トップシークレット ～切ない極秘事項～
2. 君恋
3. ムテキモード

- 通常盤A　 POCS-1333

1. トップシークレット ～切ない極秘事項～
2. 君恋

- 通常盤B　 POCS-1334

1. トップシークレット ～切ない極秘事項～
2. ムテキモード

- 通常盤C　 POCS-1335

1. トップシークレット ～切ない極秘事項～
2. 君恋
3. ムテキモード

### ライブDVD『2ndワンマンLIVE』
2016年3月21日『READY TO KISS ワンマンLIVE「Hello Goodbye」』にて来場者に配布。当初販売予定のものが諸事情により無料配布となった。

### 全世界配信アルバム『reset』
2016年8月3日配信　KKBOX（7月27日先行配信）、iTunes Store、Apple Music、LINE MUSIC、AWA、レコチョク、dミュージック、dヒッツ、レコチョクBest、NINTENDO 3DS、Spotify、amazonmusic、music.jp、oricon、LISMO Store、ひかりTVミュージック、replay、音楽（OTORAKU）、Google Play Music、スマホでUSEN
1. Chu Chu
2. 告白
3. STAR LIGHT 〜星色のこの気持ち、空に映れ〜
4. 永遠に

### 3rdシングル『READY TO KISS』
2017年9月13日発売　発売元：キングレコード
- 通常盤　KICM-1802
- 初回限定盤『千葉咲乃ver.』　KICM-91795
- 初回限定盤『上原歩子ver.』　KICM-91796
- 初回限定盤『清川麗奈ver.』　KICM-91797
- 初回限定盤『大川彩菜ver.』　KICM-91798
- 初回限定盤『天羽希純ver.』　KICM-91799
- 初回限定盤『牧野広実ver.』　KICM-91800
- 初回限定盤『佐々木美帆ver.』　KICM-91801

1. READY TO KISS
2. エメラルド・クリームソーダ
3. STAR LIGHT〜星色のこの気持ち、空に映れ〜(2017 version)
4. 秒シミュレーション (2017 version)

### 4thシングル『成増になります』
2018年2月13日発売　発売元：キングレコード
- 通常盤　KICM-1833
- 初回限定盤『千葉咲乃ver.』　KICM-91826
- 初回限定盤『上原歩子ver.』　KICM-91827
- 初回限定盤『清川麗奈ver.』　KICM-91828
- 初回限定盤『大川彩菜ver.』　KICM-91829
- 初回限定盤『天羽希純ver.』　KICM-91830
- 初回限定盤『牧野広実ver.』　KICM-91831
- 初回限定盤『佐々木美帆ver.』　KICM-91832

1. 成増になります
2. ストロベリー・ソフトキャンディ
3. I GET CRAZY (feat．三代目パークマンサー)
4. 見つめられない (2018 version)

### 5thシングル『タイに行きタイ』
2018年9月5日発売　発売元：キングレコード
- 通常盤　KICM-1884
- 初回限定盤『千葉咲乃ver.』　KICM-91877
- 初回限定盤『上原歩子ver.』　KICM-91878
- 初回限定盤『清川麗奈ver.』　KICM-91879
- 初回限定盤『天羽希純ver.』　KICM-91880
- 初回限定盤『牧野広実ver.』　KICM-91881
- 初回限定盤『佐々木美帆ver.』　KICM-91882
- 初回限定盤『春川桃菜ver.』　KICM-91883

1. タイに行きタイ
2. ゴールデン・マンゴーパフェ
3. 自由な女神
4. サイレンとジェラシー

### 6thシングル『伊達だって』
2019年3月6日発売　発売元：キングレコード
- 通常盤　KICM-1928
- 初回限定盤『千葉咲乃ver.』　KICM-91921
- 初回限定盤『上原歩子ver.』　KICM-91922
- 初回限定盤『清川麗奈ver.』　KICM-91923
- 初回限定盤『天羽希純ver.』　KICM-91924
- 初回限定盤『牧野広実ver.』　KICM-91925
- 初回限定盤『佐々木美帆ver.』　KICM-91926
- 初回限定盤『春川桃菜ver.』　KICM-91927

1. 伊達だって
2. ブルーベリー・ヨーグルト・スムージー
3. 絶賛インフルエンザ
4. 呉れない

### 7thシングル『その先の未来へ』
2019年12月18日発売　発売元：キングレコード
- 通常盤　KICM-2025
- 初回限定盤『千葉咲乃ver.』　KICM-92019
- 初回限定盤『清川麗奈ver.』　KICM-92020
- 初回限定盤『天羽希純ver.』　KICM-92021
- 初回限定盤『牧野広実ver.』　KICM-92022
- 初回限定盤『佐々木美帆ver.』　KICM-92023
- 初回限定盤『弓川いち華・如月優衣・柚木美桜ver.』　KICM-92024

1. その先の未来へ
2. フェアウェル・チョコバナナ・パンケーキ
3. タピオカ・ストリート
4. 秘密のアンブレラ (千葉咲乃ソロ楽曲)

### ライブDVD『2019.12.17 Zepp Tokyo ワンマン『未来へ向かって』』
2020年7月7日I-GETオンラインSHOPとWhite Castleで限定発売
- 全24曲収録　IGETV-5

### 8thシングル『NONSTOP ～Restart Dash～』
2021年2月23日発売　発売元：Prime Minister Records
- A-type PMRCD-1
- B-type PMRCD-2

1. NONSTOP ～Restart Dash～
2. Long Distance ～長距離エアプレイン～(Siam☆Dreamとのコラボ曲)
3. 嘘つき、キツツキ
4. ミラクル・ハッピーバースデー

### ライブDVD『2020.10.20 TSUTAYA O-EAST ワンマン『NONSTOP〜Restart Dash〜』』
2021年7月13日GETオンラインSHOPとWhite Castleで限定発売
- 全16曲収録　IGETV-8

### 配信『GET THE VALENTINE (RTK version)』
2024年2月14日各音楽配信サービスにてSAY-LAと同時配信

### 9thシングル『Rainbow Arch』
2024年8月27日発売　発売元：I-GET MUSIC
- 通常盤 IGET-028
- 限定盤 IGET-029［CD+DVD］

1. Rainbow Arch
2. 愛A.S.A.P
3. 突撃シャングリラ
4. ブラブラブラ

限定盤DVD
『READY TO KISS 牧野広実卒業公演~Last Call for the future~』(2024年2月20日)
1. SE
2. Chu Chu
3. トップシークレット ～切ない極秘事項～
4. GET THE VALENTINE
5. ブルーベリー・ヨーグルト・スムージー
6. 自由な女神
7. サイレンとジェラシー
8. 永遠に
9. 成増になります
10. READY TO KISS
11. タイに行きタイ
12. 秒シミュレーション
13. STAR LIGHT 星色のこの気持ち、空に映れ
14. その先の未来へ
15. 君恋
16. エメラルド・クリームソーダ
17. ムテキモード
18. タイに行きタイ(2024 version)MV

## メディア情報

### 雑誌等掲載
- 2014年8月10日、『MARQUEE Vol.104』撮り下ろし+1stシングル「Chu Chu」メンバー全員インタビュー
- 2014年11月17日、『週刊ヤングマガジン51号』 ※巻末グラビア（水着あり）
- 2015年6月10日、『MARQUEE Vol.109』 撮り下ろし+メンバー全員インタビュー
- 2015年11月13日、フリーマガジン『原宿POPUNITED 07』 - 千葉咲乃
- 2016年5月10日、『月刊YOUNG GUITAR 6月号』 野田仁美、大川彩菜がギターブランド「DEAN GUITARS」のイメージモデルとして登場
- 2016年5月12日、『週刊ヤングジャンプ 24号』 野田仁美「サキドルエースSURVIVAL SEASON5」に参加 ※（水着あり）
- 2016年5月25日、『IMADOKI!! Vol.2』- 野田仁美
- 2016年6月10日、『月刊YOUNG GUITAR 7月号』に、野田仁美、大川彩菜がギターブランド「DEAN GUITARS」のイメージモデルとして登場
- 2016年7月5日、『漫画アクション 14号』 - 清川麗奈「次世代ライブアイドル大特集‼」
- 2016年7月25日、『週刊プレイボーイ×TOKYO IDOL FESTIVAL 2016　公式BOOK ナツ☆イチッ!〜この夏、輝くアイドル全員集合〜」』- 野田仁美「サキドルエースは誰だ!?」
- 2016年8月29日、写真集 野田仁美『2016 SUMMER-SEASIDE&YUKATA-』発売
- 2016年11月12日、写真集 野田仁美『2016 AUTUMN　制服デート』発売
- 2017年8月24日、『月刊TVnavi10月号』 - CD新譜コーナーに掲載
- 2017年11月30日、『アイドルヴィレッジ2018年1月号』 - 清川麗奈、天羽希純
- 2017年12月10日、『MARQUEE Vol.124』 インタビュー
- 2018年3月15日、『グラビアザテレビジョンvol.53』「水着の天使かよ！」- 特集　天羽希純

### テレビ・ラジオ・ネット配信等
- 2016年7月11日、ニコニコ生放送配信にて『レディキス放送局』開始
- 2017年3月25日、ラジオ FM KITAQ『清川麗奈のDETANサタデー』放送開始 - 清川麗奈出演
- 2017年9月1日 - 29日、テレビ東京『音流〜On Ryu〜』 - 9月度エンディングテーマ曲
- 2017年9月4日 - 25日、岩手めんこいテレビ『ビートニクス』 - 9月度エンディングテーマ曲
- 2017年10月18日、LINE LIVE配信『レディキス×パークの「タイトル考え中（仮）」』開始、今放送中に正式タイトル『レディキス×パークへようこそ!』に決定
- 2018年2月7日 - 28日、TBS『有田ジェネレーション』 の2月度エンディングテーマ曲「成増になります」
- 2019年4月1日 - 6月28日、TOKYO MX2『アイドルゾーン20時』総合アシスタントに天羽、水曜アシスタントに上原。他各企画にメンバー出演[30]
- 2020年4月24日、テレビ朝日『ヤバイかスゴイか カミヒトエ！』に牧野広実出演
- 2021年1月、フジテレビ系音楽番組『TUNE』1月のマンスリーゲストとして出演
- 2021年3月13日、NACK5『HITS THE TOWN』に牧野広実、柚木美桜ゲスト出演
- 2021年5月10日・17日、Inter FM『小川麻琴とへなぎのIDOBATA RADIO!!』清川麗奈ゲスト出演
- 2021年6月2日、文化放送 超!A&G+『煌めき☆アンフォレントのTHE CATCH』に清川麗奈ゲスト出演
- 2021年7月11日、関西テレビ『村上マヨネーズのツッコませて頂きます!』に清川麗奈コーナー出演（フジテレビ7月28日放送）

### その他タイアップ・イベント等
- 2015年5月15日、『クロサワ楽器×Jelly Berry×READY TO KISSコラボギター/ベース』メジャーデビュー記念発売
- 2015年9月20日、イベント『仮想アイドルユニット『DORICHIM』(ドリチム) Vol.2』 一ノ瀬杏樹、春川桃菜出演
- 2015年11月15日、『My Melody× READY TO KISS コラボTシャツ』発売
- 2016年1月27日、『My Melody× READY TO KISS コラボジップパーカー』発売
- 2016年4月29日、『My Melody× READY TO KISS コラボトートバッグ』発売
- 2016年6月27日、『My Melody× READY TO KISS コラボTシャツ千葉咲乃生誕記念モデル』100枚限定発売
- 2016年9月26日、『「New Balance」110周年記念プロジェクト』大川彩菜出演
- 2017年1月30日・31日、舞台『小倉ちゃちゃちゃラジオpresents「初恋レストラン」』に大川彩菜、清川麗奈出演
- 2017年5月9日・10日、舞台『初恋ちゃちゃちゃランド』
- 2017年7月29日 - 8月4日、『「READY TO KISS 」×「WOODEN DOLL」コラボイベント』
- 2017年9月5日 - 18日、『ファミリーマート店内放送』
- 2017年9月5日 - 10月2日、『DAMチャンネル 15秒スポット』
- 2017年11月10日、『クロミ× READY TO KISS コラボTシャツ 黒』発売
- 2017年11月21日、イベント『Kawaii Hijabi Collection』に清川麗奈出演
- 2018年2月20日 - 3月5日、ファミリーマート店内放送『ファミよし’笑顔の宅急便’』
- 2019年6月22日、舞台『コンピヨ3』（ヨシモト∞ドーム ステージ1）に清川麗奈出演